# Hemesthocera flavilinea
Hemesthocera flavilinea är en skalbaggsart som beskrevs av Newman 1850. Hemesthocera flavilinea ingår i släktet Hemesthocera och familjen långhorningar. Inga underarter finns listade i Catalogue of Life.